# Leponcis
Els leponcis (en llatí Lepontii, en grec antic Ληπόντιοι) eren un poble celta alpí que habitava les valls del sud dels Alps a la regió del Llac de Como i Llac Maggiore. Estrabó diu que eren una tribu rètica i que abans vivien més cap a Itàlia però havien estat rebutjats cap a les muntanyes. Juli Cèsar diu (De Bello Gallico IV, 10) que el Rin neix al país dels leponcis, i Plini el Vell diu que els ubers (uberi o viberi) ocupaven les fonts del Roine, però Claudi Ptolemeu els situa erròniament als Alps Cotians.
A la llista del Trofeu dels Alps d'August que transcriu Plini el vell, és esmentada entre les nacions alpines i els situa a la regió del Sant Gotard, on el Rin, el Roine, el Reuss i el Ticino neixen. Probablement la Vall Leventina (l'alta vall del Ticino) deriva el seu nom d'aquest poble. La seva capital segons Claudi Ptolemeu es deia Oscela o Oscella que podria ser Domodossola però com que erròniament els situa als Alps Cotians, Ptolemeu podria referir-se en realitat a la ciutat d'Òcelum (Usès).
Modernament s'anomenà Alps Lepontins la zona entre el Monte Rosa i el Sant Gotard.